# Cantone di Pont-de-Salars
Il Cantone di Pont-de-Salars era una divisione amministrativa dell'arrondissement di Rodez.
A seguito della riforma approvata con decreto del 21 febbraio 2014, che ha avuto attuazione dopo le elezioni dipartimentali del 2015, è stato soppresso.

## Composizione
Comprendeva i comuni di:
- Agen-d'Aveyron
- Arques
- Canet-de-Salars
- Flavin
- Pont-de-Salars
- Prades-Salars
- Trémouilles
- Le Vibal